# Трезубец (вулкан)
Трезу́бец — действующий вулкан на острове Уруп. Сложен андезитами. Высота до 1220 метров. Имеются сольфатары и горячие источники. На склонах ольховник, кедровый стланик и заросли курильского бамбука.
На картах 1944-46 гг. отмечался как Дзигоку. В 1947 году утверждено современное название. На месте обвалившейся вершины кратера остались три скалы разной высоты, по форме напоминающие зубья.